# Duduk
Pour les articles homonymes, voir Balaban.
Le duduk, doudouk, doudouki, doudoug ou dadouk (en arménien Դուդուկ ou Տուտուկ) est un hautbois (instrument à anche double) de perce cylindrique (et se distingue ainsi du zurna, hautbois de perce conique). 
Essentiellement joué dans le Caucase, il est devenu un des symboles de la musique arménienne,. 
Cet instrument a été cité dans un des ouvrages de l'historien Moïse de Khorène.
En 2005, l'UNESCO proclame « Le Duduk et sa musique » au patrimoine culturel immatériel de l'humanité.

## Dénomination
En Géorgie, l'instrument se nomme doudouki, en Iran et en Azerbaïdjan balaban, et dans le Turkestan chinois balaman. En Arménie même, il se nommait dziranapogh (ծիրանափող), c'est-à-dire bois d'abricot.
L'abandon du terme dziranapogh [tsiɾɑnɑˈpʰoʁ] et l'usage du terme duduk (դուդուկ) remonte aux années 1920 et à l'ère soviétique. C'est un emprunt du turc düdük terme lui-même adopté du proto-slave dudka, diminutif de duda, qui se retrouve dans les Balkans où le duduk est une flûte. On pense ainsi que le terme serait onomatopéique (imitant le son de la langue pour jouer de la flûte à bec).

## Facture

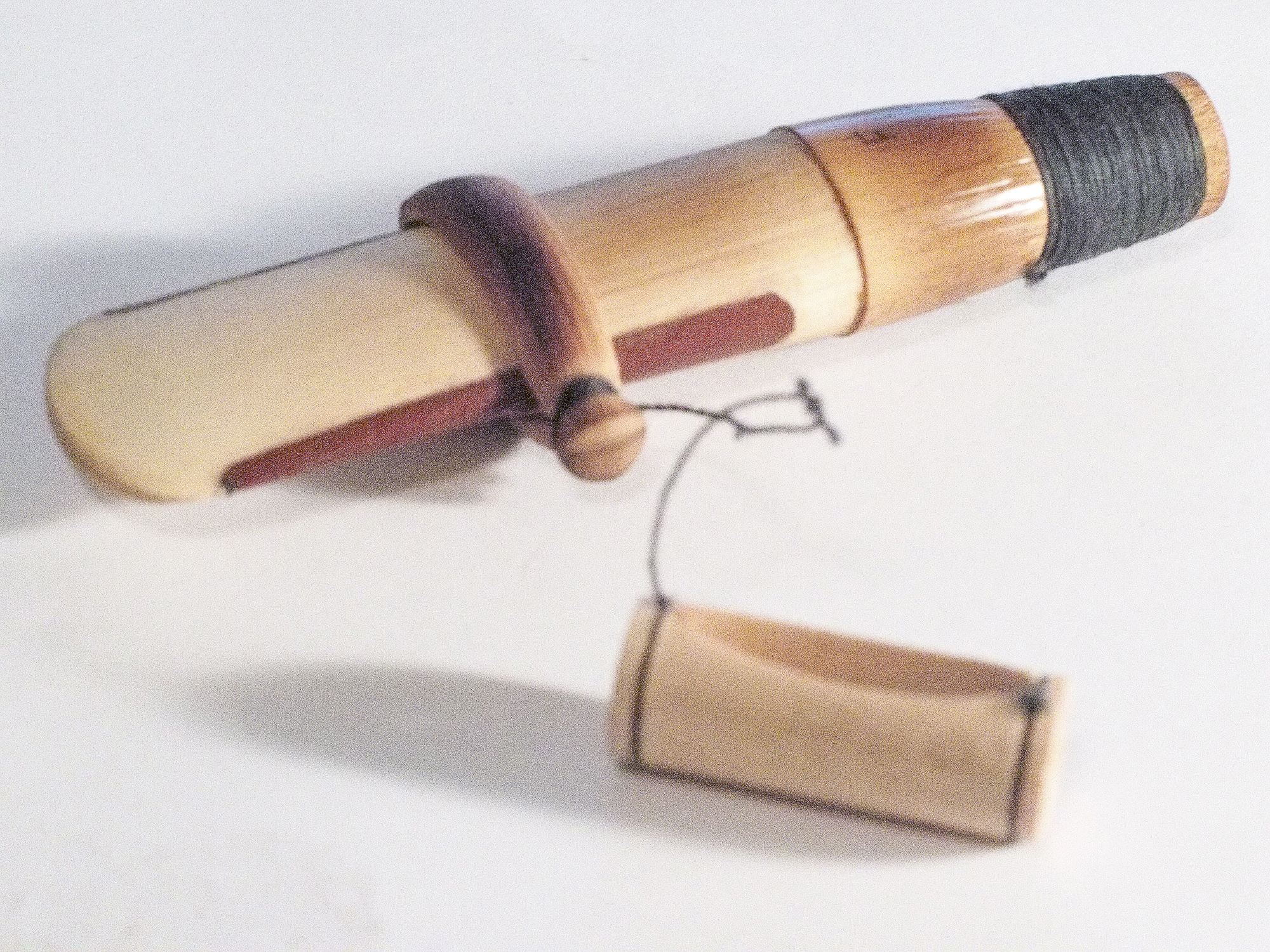
Anche double du duduk.

Le duduk est fabriqué à partir d'un bloc de bois tourné et percé cylindriquement. Le corps, en bois d'abricotier le plus souvent, possède généralement dix trous : huit sur la face supérieure et deux sur la face inférieure, l'un pour le pouce gauche, l'autre étant un trou d'accord. Ce trou peut cependant être bouché en approchant l'instrument du corps du musicien, pour obtenir une note particulièrement grave.
L'anche double appelée ghamish est faite d'une seule pièce de roseau aplatie, fendue et ligaturée au niveau du raccord avec le corps de l'instrument. Une bague de régulation entoure l'anche et permet de stabiliser le son.
Il existe également des doudouks alto et basse de plus grande taille, et certains instruments, fruits de recherches contemporaines, sont pourvus de clés permettant un registre plus étendu ou facilitant les altérations.

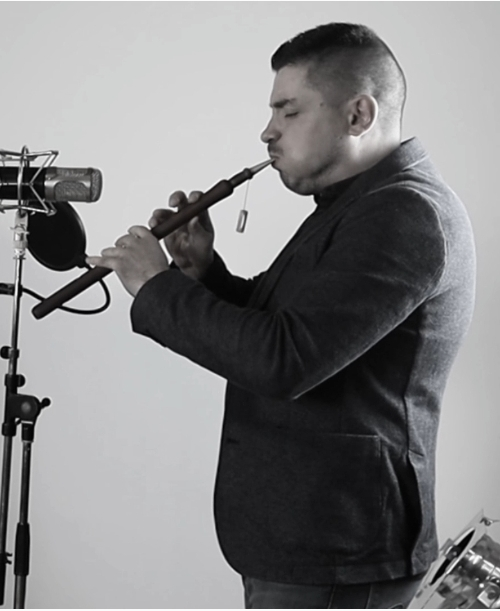
L'artiste Chris Bégot à Lyon jouant un mémento en hommage aux victimes du 24 avril 1915.

## Jeu

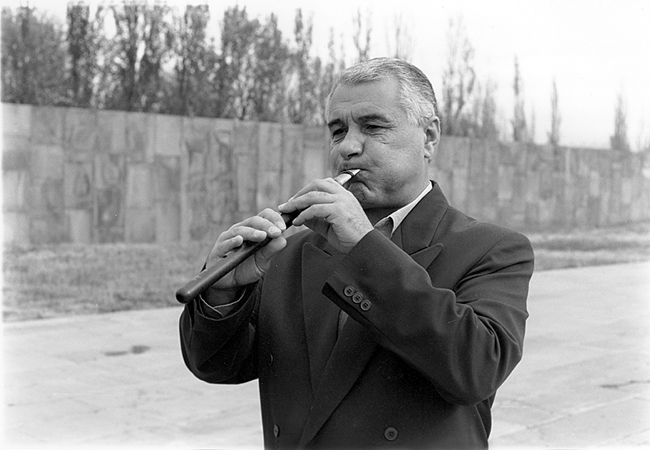
Maître Benik Ignatyan à Erevan en Arménie, 1997.

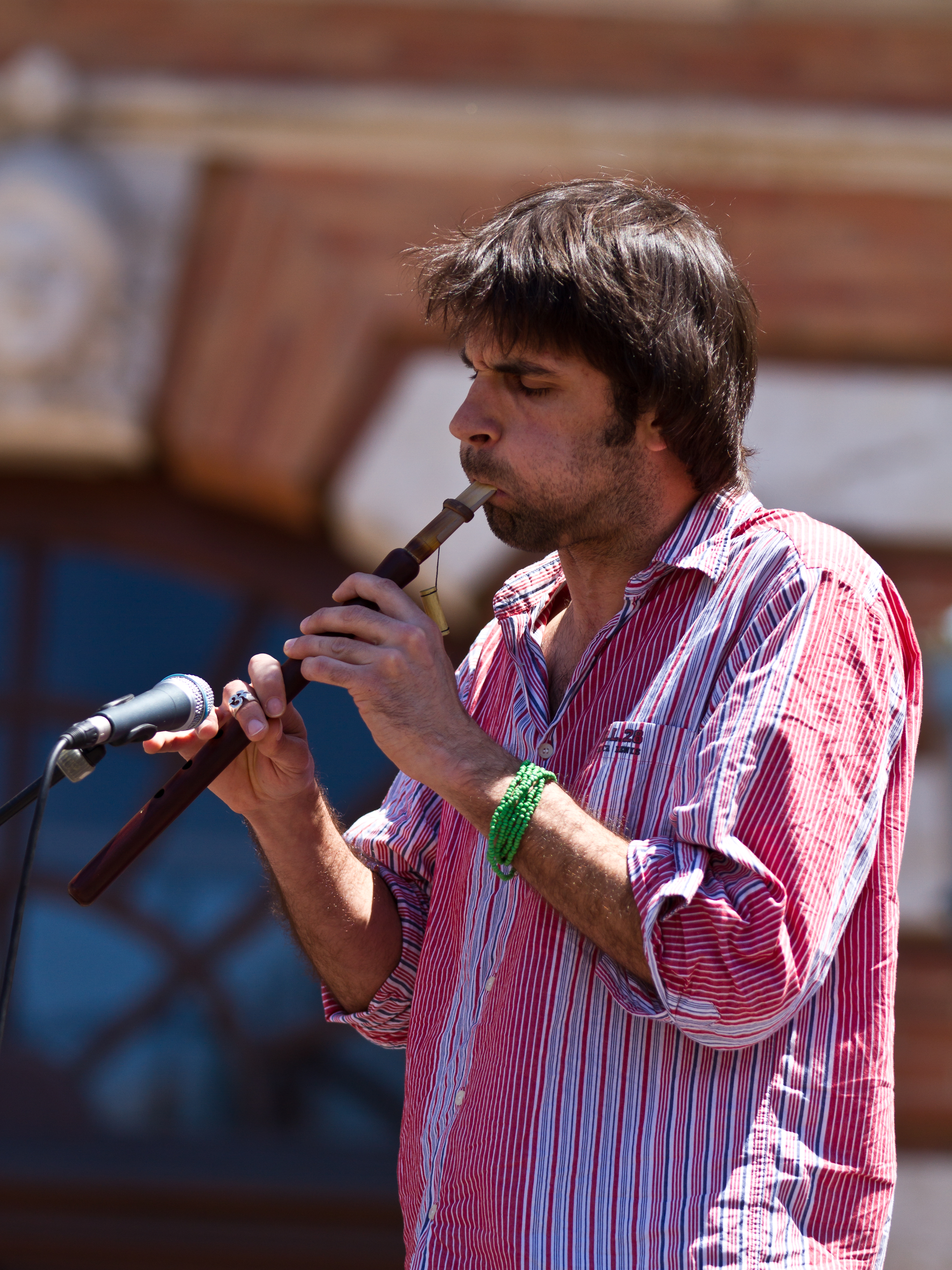
Joueur de duduk (Sevan Arevian) au Forom des langues du monde à Toulouse.

L'anche est tenue entre les lèvres du musicien ce qui l'empêche d'être « libre ».
Le duduk possède une sonorité très douce et assez grave pouvant devenir nasillarde et métallique lorsque le musicien souffle plus fort ou emploie des anches plus souples. Aucun autre hautbois traditionnel de cette dimension n'a une tessiture aussi grave.
Actuellement en Arménie, les interprètes les plus connus sont Djivan Gasparyan, Vatche Hovsepian, Vahan Harutyunyan et Levon Madoyan. 
En 2005, la musique pour duduk d’Arménie a été proclamée patrimoine culturel immatériel de l'humanité par l’UNESCO.
En France, les principaux joueurs de duduk sont  Levon Minassian, Artyom Minasyan, Vardan Grigoryan, Haïg Sarikouyoumdjian et Chris Bégot qui est le premier européen à avoir été diplômé de conservatoire en musique traditionnelle d'Arménie et du Caucase au duduk Arménien, en France il a lancé la toute première classe collective d'apprentissage à Valence en 2022 et à Lyon en 2023, avec un style de jeu et une sensibilité occidentale qui lui est propre.
Didier Malherbe au sein du Hadouk Trio utilise le duduk en musique jazz ; le groupe franco-américain Deleyaman en musique alternative et rock indépendant. Deleyaman est le premier groupe de musique alternative à avoir inclus le duduk comme instrument permanent dans ses compositions. Gérard Madilian, joueur de duduk français d'origine arménienne, est un membre de Deleyaman depuis sa création en 2000.

## Discographie sélective
- Monodiques d'Araik Bartikian (Émouvance/Socadisc).
- Armenian Fantasies de Djivan Gasparyan (Network Medien/harmonia mundi)
- Songs from a World Apart de Levon Minassian (Long Distance/harmonia mundi)
- The doudouk beyond borders de Levon Minassian (Long Distance/harmonia mundi)
- Ververi de Trio Ververi (Tto Records)
- 00/1 de Deleyaman (Editions Nech/Tto Records)
- Second de Deleyaman (Editions Nech/Tto Records)
- 3 de Deleyaman (Editions Nech/Tto Records)
- Fourth, part one de Deleyaman (Naregatsi Art Institute/Equilibrium Music/Tto Records)
- Fourth, part two Deleyaman (Naregatsi Art Institute/Equilibrium Music/Tto Records)

## Musiques de film et de jeu vidéo
Cette section ne s'appuie pas, ou pas assez, sur des sources secondaires ou tertiaires indépendantes du sujet. Le texte peut contenir des analyses inexactes ou inédites de sources primaires.
Pour l'améliorer, ajoutez-en, ou placez des modèles {{Source secondaire souhaitée}} ou {{Source secondaire nécessaire}} sur les passages mal sourcés. (mars 2025)
Cet instrument est utilisé dans les musiques de film et de jeux vidéo suivantes :
- Giorgino de Laurent Boutonnat
- Uncharted 1, 2 & 3, dans des scènes et thèmes du jeu
- Mayrig, film d'Henri Verneuil
- La Dernière Tentation du Christ de Peter Gabriel (le premier à l'avoir utilisé avec succès dans une musique de film)
- Gladiator, film de Ridley Scott, musique de Hans Zimmer (qui l'a popularisé dans la musique hollywoodienne)
- Battlestar Galactica
- The Legend of Zelda
- Amen., film de Costa-Gavras, musique d’Armand Amar
- Munich, musique de John Williams
- The Crow de Graeme Revell
- Indigènes, film de Rachid Bouchareb, musique d’Armand Amar
- Va, vis et deviens et La Source des femmes, films de Radu Mihaileanu et musiques d'Armand Amar
- Vu du ciel présenté par Yann Arthus-Bertrand, musique d'Armand Amar
- Myst III: Exile et Mass Effect de Jack Wall
- World of Warcraft, dans la musique thème de la cité de Dalaran (Wrath of the Lich King) et Malach, l'une des musiques de la vallée d'Ombrelune (Warlords of Draenor)
- Outcast
- Le Monde de Narnia, pour la berceuse du faune
- Le Trône de fer, dans le thème Dothraki : Love in the eyes[12] et dans The house of the undying
- Aram de Robert Kéchichian (2002)
- The Elder Scrolls V: Skyrim, dans la pièce Tundra, entre autres
- Dune, Première partie (2021), dans Herald of the change, et dans Flight to spice field
- Dune, Deuxième partie (2024), dans Beginnings are such delicate times, A time of quiet between the storms, et dans Kiss the ring
- Total War Empire (2009) et Total War: Rome II (2013) jouent des musiques au Duduk pour les campagnes du jeu.